# Parella (Torí)
Parella és un comune (municipi) de la ciutat metropolitana de Torí, a la regió italiana del Piemont, situat a uns 40 quilòmetres al nord de Torí. A 1 de gener de 2019 la seva població era de 430 habitants.
Parella limita amb els següents municipis: Colleretto Giacosa, Lugnacco, San Martino Canavese, Castellamonte, Loranzè i Quagliuzzo.